# 何冠昌
何冠昌（英語：Leonard Ho，1925年—1998年2月16日），香港著名電影製作人，香港電影公司嘉禾電影創辦人之一。

## 生平
生於香港的何冠昌畢業於上海復旦大學新聞系，五十年代於香港時報任職採訪部主任。1958年加入邵氏擔任宣傳部副主任，直屬上司為鄒文懷。1970年他離開邵氏，與鄒文懷、蔡永昌（原名蔡篤生）及梁風成立了嘉禾電影。
何冠昌的嘉禾電影，主要是以獨立製片人的身份起家，最早期的旗下藝人以李小龍為表表者，憑著李小龍的《唐山大兄》，以逾300萬票房，打破當時香港電影票房紀錄。1974年，何冠昌羅致了當時還是寂寂無名的導演吳宇森於嘉禾旗下，把吳宇森逐漸培養成賣座導演，而吳宇森於1983年離開嘉禾之後，其名聲更由香港逐漸衝出亞洲，成為國際知名大導演。1979年何冠昌又簽下成龍，藉著成龍多部動作片演出，1990年代已衝出了香港進軍荷里活。
何冠昌與成龍關係匪淺，二人常在公開場合承認是乾父子關係。
梅豔芳、羅美薇亦是何冠昌的契女兒，兩人亦因此結為契姐妹，三人在何冠昌和梅豔芳在世時，關係堪比親生父女和親生姐妹。
1998年2月16日，何冠昌因心臟病逝世，享年73歲。1999年獲追頒香港電影金像獎終身成就獎，由女兒何加兒代領。

## 影視媒體形象
- 《影城大亨》：2000年電視劇，由黎耀祥飾演賀志祥，原型為何冠昌。
- 《梅艷芳》：2021年電影，由李子雄飾演何冠昌。

## 外部連結
- 嘉禾官方网站（页面存档备份，存于）
- 何冠昌资料（英文）（页面存档备份，存于）